# Menesia discimaculata
Menesia discimaculata är en skalbaggsart som först beskrevs av Aurivillius 1924.  Menesia discimaculata ingår i släktet Menesia och familjen långhorningar.
Artens utbredningsområde är Filippinerna. Inga underarter finns listade i Catalogue of Life.